# دریاچه پلشچیوو
دریاچه پلشچیوو (روسی: Плеще́ево о́зеро؛ IPA: [plʲɪˈɕ:ejɪvə ˈozʲɪrə]) یک دریاچه در استان یاروسلاول کشور روسیه است.